# Boxe aux Jeux de l'Empire britannique de 1930
Navigation
Édition suivante
Les compétitions de boxe anglaise des Jeux  de l'Empire britannique de 1930 se sont déroulées du 16 au 23 août à Hamilton, Canada.

## Résultats

### Podiums
| Catégories                 | Or              | Argent           | Bronze        |
| Poids mouches (-50,8 kg)   | Jacob Smith     | Thomas Pardoe    | Ross Galloway |
| Poids coqs (-53,5 kg)      | Harry Mizler    | Tommy Holt       | John Keller   |
| Poids plumes (-57,2 kg)    | Freddie Meachem | Lawrence Stevens | Alex Lyons    |
| Poids légers (-61,2 kg)    | James Rolland   | Cosmos Canzano   | Albert Love   |
| Poids welters (-66,7 kg)   | Leonard Hall    | Howard Williams  | Frank Brooman |
| Poids moyens (-72,6 kg)    | Fred Mallin     | Dudley Gallagher | Ernest Peirce |
| Poids mi-lourds (-79,4 kg) | Joe Goyder      | Al Pitcher       | Joey Basson   |
| Poids lourds (+79,4 kg)    | Vincent Stuart  | William Skimming |               |

### Tableau des médailles
| Place | Pays             | Médaille d'or | Médaille d'argent | Médaille de bronze | Total |
| ----- | ---------------- | ------------- | ----------------- | ------------------ | ----- |
| 1     | Angleterre       | 5             | 1                 | 2                  | 8     |
| 2     | Afrique du Sud   | 2             | 1                 | 2                  | 5     |
| 3     | Écosse           | 1             | 1                 | 1                  | 3     |
| 4     | Canada           | 0             | 4                 | 2                  | 6     |
| 5     | Australie        | 0             | 1                 | 0                  | 1     |
| Total | 5 pays médaillés | 8             | 8                 | 7                  | 23    |